# Madascincus stumpffi
Espèce
Synonymes
- Gongylus stumpffi Boettger, 1882
- Scelotes astrolabi boettgeri Angel, 1942
- Amphiglossus stumpffi (Boettger, 1882)

Statut de conservation UICN

 NT  : Quasi menacé
Madascincus stumpffi est une espèce de sauriens de la famille des Scincidae.

## Répartition
Cette espèce est endémique du Nord de Madagascar.

## Étymologie
Cette espèce est nommée en l'honneur d'Antonio Stumpff.

## Publication originale
- Boettger, 1882 : Diagnoses reptilium et batrachiorum novorum insulae Nossi Bé Madagascariensis. Zoologischer Anzeiger, vol. 5, p. 478-480 (texte intégral).